# Chemy
Chemy est une commune française située dans le département du Nord (59), en région Hauts-de-France.

## Géographie

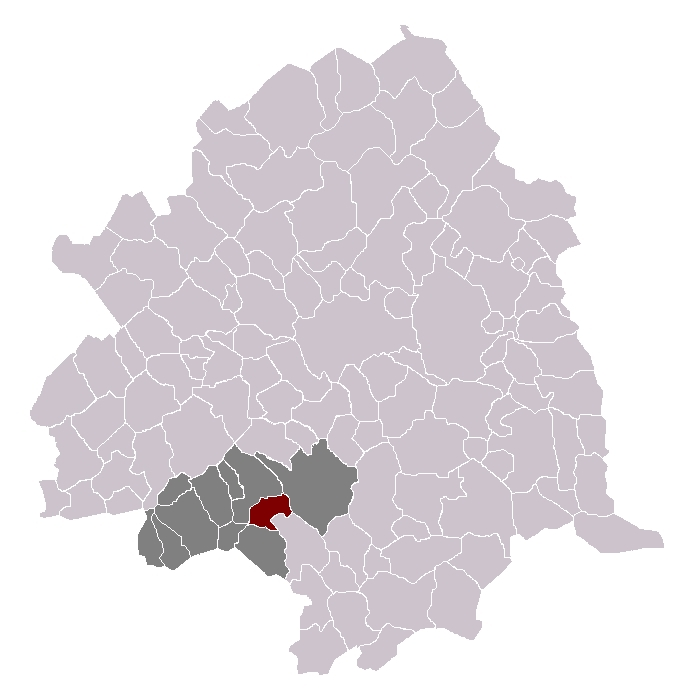
Chemy dans son canton et son arrondissement.

Le village se situe dans le Carembault en Flandre romane  à 11,7 km au sud-ouest de Lille (18,5 km par la route), proche de la voie traditionnelle de communication entre Arras et Tournai. Il est traditionnellement entièrement tourné vers l'agriculture, malgré la proximité des agglomérations de Lens et Lille.

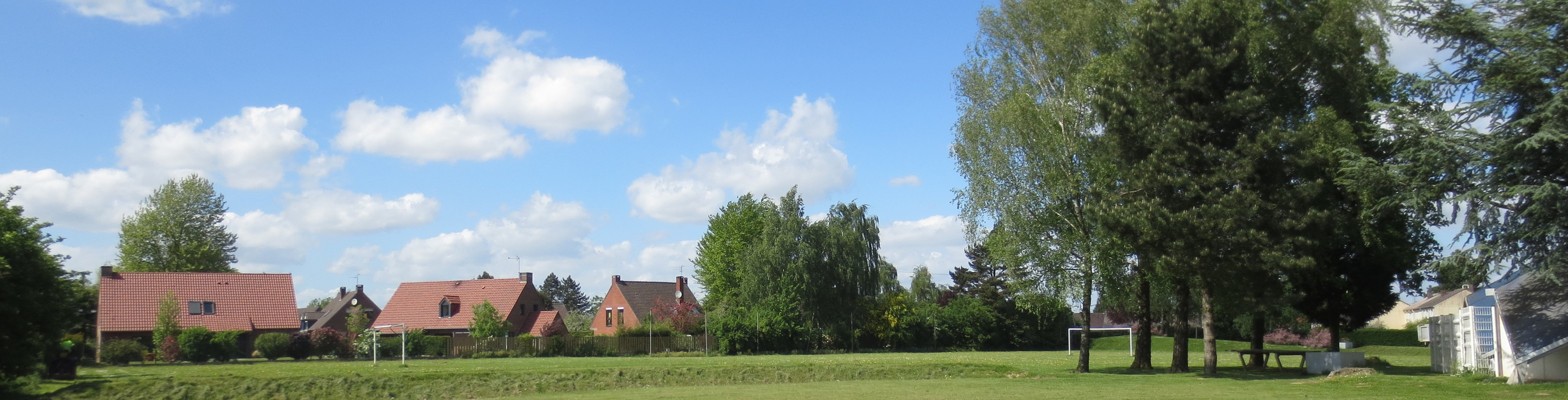
Vue panoramique de Chemy.

### Communes limitrophes
| Gondecourt                  |                       | Seclin    |
|                             | Chemy                 |           |
| Carnin (par un quadripoint) | Camphin-en-Carembault | Phalempin |

### Hydrographie

#### Réseau hydrographique
La commune est située dans le bassin Artois-Picardie. Elle est drainée par la Naviette,.
La Naviette, d'une longueur de 11 km, prend sa source dans la commune de Phalempin et se jette  dans le canal de la Deûle à Houplin-Ancoisne, après avoir traversé six communes. 

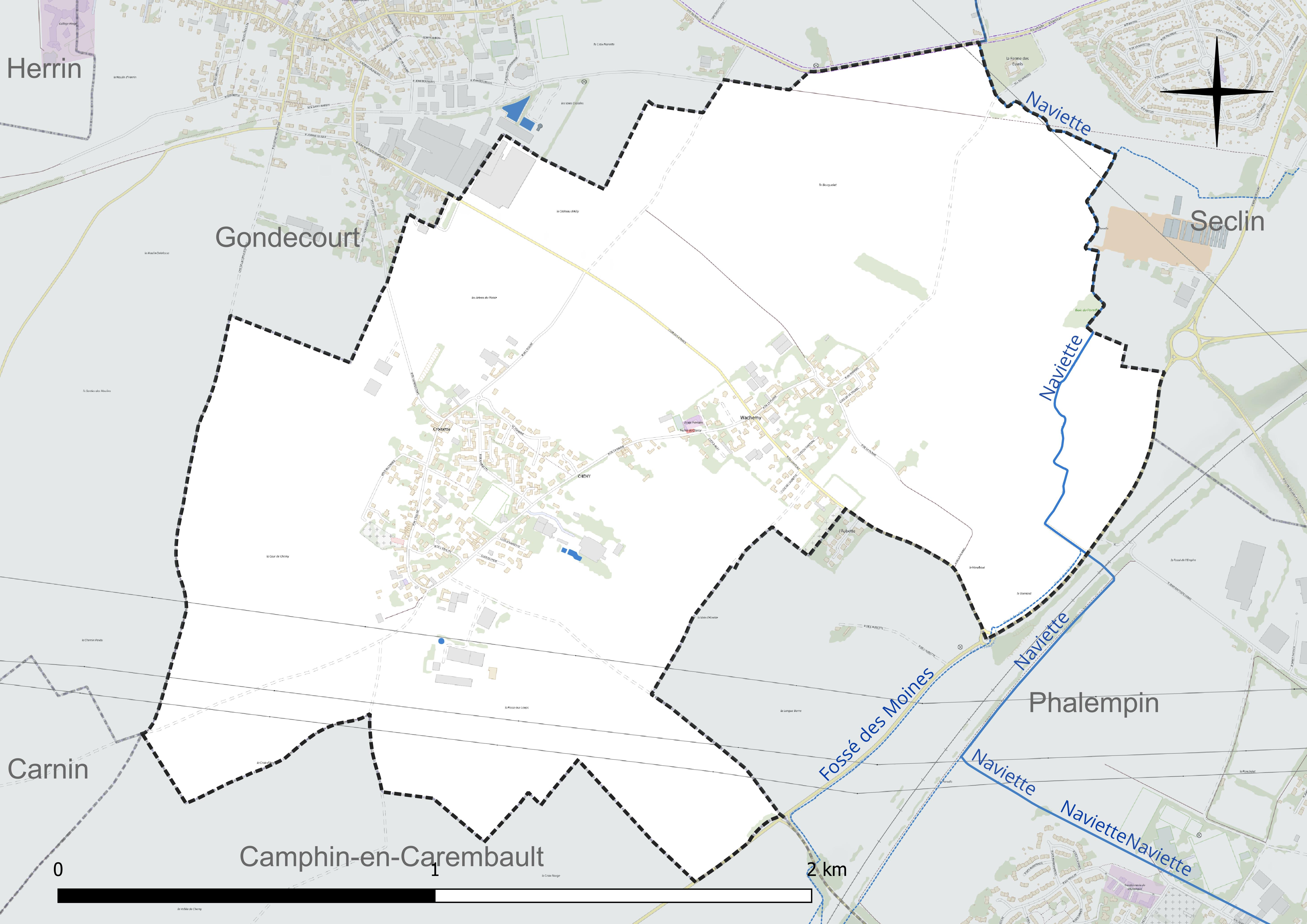
Réseau hydrographique de Chemy.

#### Gestion et qualité des eaux
Le territoire communal est couvert par le schéma d'aménagement et de gestion des eaux (SAGE) « Marque Deûle ». Ce document de planification concerne un territoire de 1 120 km2 de superficie, délimité par les bassins versants de la Marque et de la Deûle, formant une vaste cuvette sédimentaire de 40 km de long et de 25 km de large, où la pente est très faible. Le périmètre a été arrêté le 2 décembre 2005 et le SAGE proprement dit a été approuvé le 9 mars 2020. La structure porteuse de l'élaboration et de la mise en œuvre est la Métropole européenne de Lille. 
La qualité des cours d'eau peut être consultée sur un site spécial géré par les agences de l'eau et l'Agence française pour la biodiversité. 

### Climat
Pour des articles plus généraux, voir Climat des Hauts-de-France et Climat du Nord.
En 2010, le climat de la commune est de type climat océanique dégradé des plaines du Centre et du Nord, selon une étude du CNRS s'appuyant sur une série de données couvrant la période 1971-2000. En 2020, Météo-France publie une typologie des climats de la France métropolitaine dans laquelle la commune est exposée à un climat océanique et est dans la région climatique  Nord-est du bassin Parisien, caractérisée par un ensoleillement médiocre, une pluviométrie moyenne régulièrement répartie au cours de l'année et un hiver froid (3 °C). 
Pour la période 1971-2000, la température annuelle moyenne est de 10,6 °C, avec une amplitude thermique annuelle de 14,3 °C. Le cumul annuel moyen de précipitations est de 699 mm, avec 12 jours de précipitations en janvier et 8,8 jours en juillet. Pour la période 1991-2020, la température moyenne annuelle observée sur la station météorologique la plus proche, située sur la commune de Lesquin à 10 km à vol d'oiseau, est de 11,3 °C et le cumul annuel moyen de précipitations est de 740,0 mm,. Pour l'avenir, les paramètres climatiques de la commune estimés pour 2050 selon différents scénarios d'émission de gaz à effet de serre sont consultables sur un site spécial publié par Météo-France en novembre 2022.

## Urbanisme

### Typologie
Au 1er janvier 2024, Chemy est catégorisée ceinture urbaine, selon la nouvelle grille communale de densité à sept niveaux définie par l'Insee en 2022.
Elle est située hors unité urbaine. Par ailleurs la commune fait partie de l'aire d'attraction de Lille (partie française), dont elle est une commune de la couronne,. Cette aire, qui regroupe 201 communes, est catégorisée dans les aires de 700 000 habitants ou plus (hors Paris),.

### Occupation des sols
L'occupation des sols de la commune, telle qu'elle ressort de la base de données européenne d'occupation biophysique des sols Corine Land Cover (CLC), est marquée par l'importance des territoires agricoles (85 % en 2018), en diminution par rapport à 1990 (88,9 %). La répartition détaillée en 2018 est la suivante : 
terres arables (85 %), zones urbanisées (15 %). L'évolution de l'occupation des sols de la commune et de ses infrastructures peut être observée sur les différentes représentations cartographiques du territoire : la carte de Cassini (XVIIIe siècle), la carte d'état-major (1820-1866) et les cartes ou photos aériennes de l'IGN pour la période actuelle (1950 à aujourd'hui).

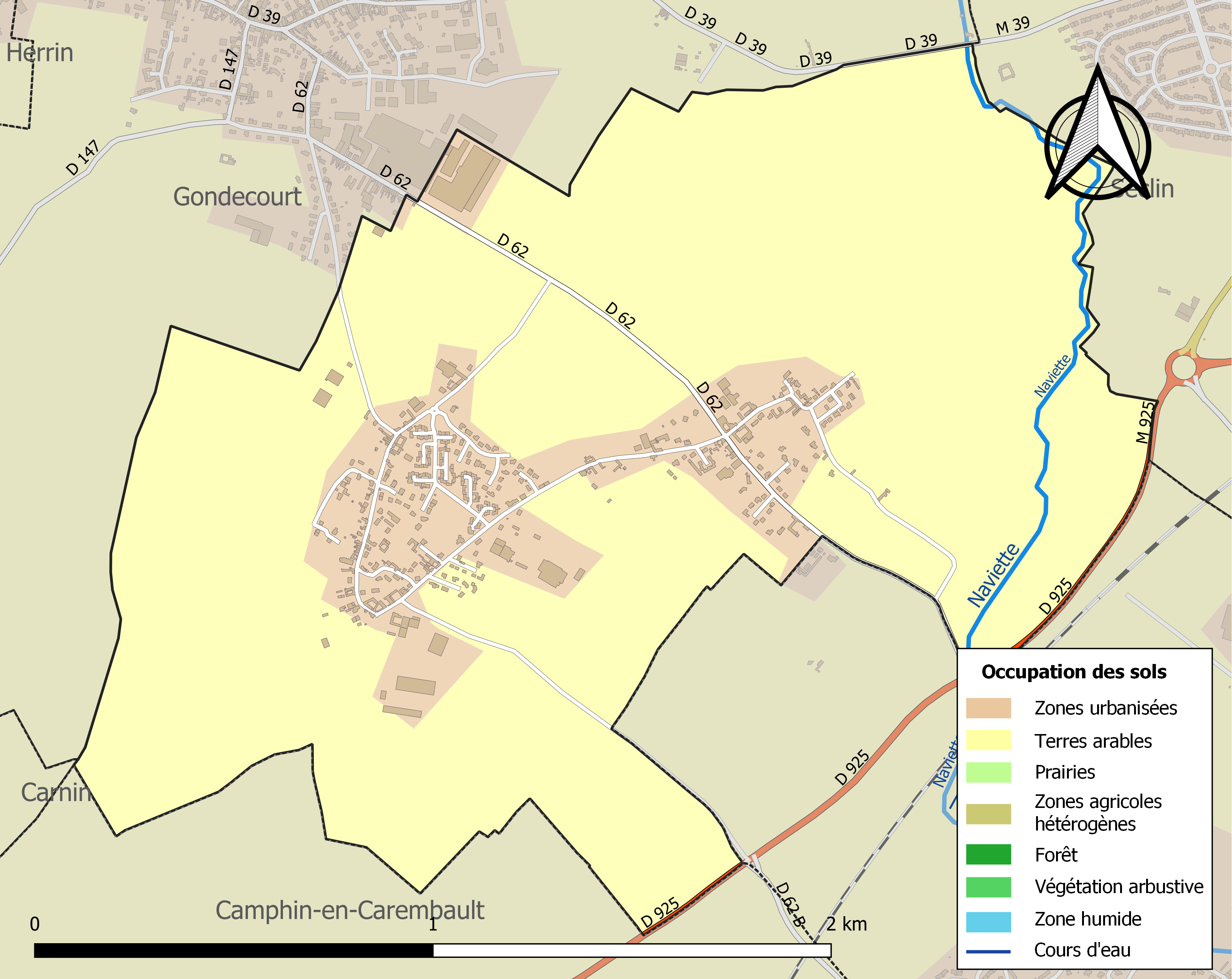
Carte des infrastructures et de l'occupation des sols de la commune en 2018 (CLC).

## Histoire

### Héraldique
|  | Les armes de Chemy se blasonnent ainsi : "De gueules, à un Saint Piat vêtu d'ornements sacerdotaux, tenant en ses mains le sommet de sa tête coupée, et ayant à ses pieds un cerf couché et contourné, le tout d'or". |

## Politique et administration
Maire de 1802 à 1807 : J.B. Cordonnier,.
Maire en 1808 : Beghin.

Maire en 1881 : Jean Cordonnier.
| Période                                  | Période  | Identité                                        | Étiquette | Qualité |
| ---------------------------------------- | -------- | ----------------------------------------------- | --------- | ------- |
| avant 1988                               | ?        | Jean-Charles Lefèvre                            |           |         |
| mars 2001                                | En cours | Bernadette Sion Réélue pour le mandat 2020-2026 | DVD       |         |
| Les données manquantes sont à compléter. |          |                                                 |           |         |

## Population et société

### Démographie

#### Évolution démographique
L'évolution du nombre d'habitants est connue à travers les recensements de la population effectués dans la commune depuis 1793. Pour les communes de moins de 10 000 habitants, une enquête de recensement portant sur toute la population est réalisée tous les cinq ans, les populations de référence des années intermédiaires étant quant à elles estimées par interpolation ou extrapolation. Pour la commune, le premier recensement exhaustif entrant dans le cadre du nouveau dispositif a été réalisé en 2008.

En 2022, la commune comptait 773 habitants, en évolution de +0,52 % par rapport à 2016 (Nord : +0,51 %, France hors Mayotte : +2,11 %).
| 1793 | 1800 | 1806 | 1821 | 1831 | 1836 | 1841 | 1846 | 1851 |
| ---- | ---- | ---- | ---- | ---- | ---- | ---- | ---- | ---- |
| 249  | 354  | 404  | 413  | 419  | 400  | 418  | 405  | 401  |

| 1856 | 1861 | 1866 | 1872 | 1876 | 1881 | 1886 | 1891 | 1896 |
| ---- | ---- | ---- | ---- | ---- | ---- | ---- | ---- | ---- |
| 385  | 385  | 377  | 373  | 375  | 355  | 352  | 359  | 333  |

| 1901 | 1906 | 1911 | 1921 | 1926 | 1931 | 1936 | 1946 | 1954 |
| ---- | ---- | ---- | ---- | ---- | ---- | ---- | ---- | ---- |
| 335  | 343  | 331  | 289  | 319  | 309  | 339  | 303  | 322  |

| 1962 | 1968 | 1975 | 1982 | 1990 | 1999 | 2006 | 2008 | 2013 |
| ---- | ---- | ---- | ---- | ---- | ---- | ---- | ---- | ---- |
| 320  | 314  | 324  | 589  | 669  | 672  | 653  | 648  | 742  |

| 2018 | 2022 | - | - | - | - | - | - | - |
| ---- | ---- | - | - | - | - | - | - | - |
| 767  | 773  | - | - | - | - | - | - | - |

#### Pyramide des âges
La population de la commune est relativement jeune.
En 2018, le taux de personnes d'un âge inférieur à 30 ans s'élève à 33,6 %, soit en dessous de la moyenne départementale (39,5 %). À l'inverse, le taux de personnes d'âge supérieur à 60 ans est de 23,6 % la même année, alors qu'il est de 22,5 % au niveau départemental.
En 2018, la commune comptait 388 hommes pour 379 femmes, soit un taux de 50,59 % d'hommes, largement supérieur au taux départemental (48,23 %).
Les pyramides des âges de la commune et du département s'établissent comme suit.
| Hommes | Classe d’âge | Femmes |
| ------ | ------------ | ------ |
| 0,0    | 90 ou +      | 0,0    |
| 3,6    | 75-89 ans    | 4,2    |
| 19,1   | 60-74 ans    | 20,3   |
| 23,5   | 45-59 ans    | 23,7   |
| 18,6   | 30-44 ans    | 19,8   |
| 15,5   | 15-29 ans    | 14,0   |
| 19,8   | 0-14 ans     | 17,9   |

| Hommes | Classe d’âge | Femmes |
| ------ | ------------ | ------ |
| 0,5    | 90 ou +      | 1,4    |
| 5,3    | 75-89 ans    | 8,1    |
| 14,8   | 60-74 ans    | 16,2   |
| 19,1   | 45-59 ans    | 18,4   |
| 19,5   | 30-44 ans    | 18,7   |
| 20,7   | 15-29 ans    | 19,1   |
| 20,2   | 0-14 ans     | 18     |

## Lieux et monuments
- Église de Chemy
- Monument aux morts inauguré le 15 juin 1919

Le village possède une salle de sports, une médiathèque et une école primaire.

## Personnalités liées à la commune
- Jacobs d'Hailly, gentilhomme lillois, XVII/XVIIIe siècle. Hailly était une importante seigneurie située à la limite de la paroisse avec Gondecourt
- Augustin Planque, missionnaire né à Chemy en 1826 mort en 1907. Premier supérieur général de la Société des missions africaines, de 1859 à 1907. Fondateur de la Congrégation des Sœurs de Notre-Dame des Apôtres, en 1876.

## Pour approfondir